# Truppenpraxis
Truppenpraxis – Zeitschrift für Taktik, Technik und Ausbildung war eine vom Bundesministerium der Verteidigung (BMVg) herausgegebene Zeitschrift.
Sie erschien zuletzt (seit 1965 oder 1966) im Verlag Offene Worte in Bonn und Herford, im Jahr 1965 und Mittler in Frankfurt am Main und von 1956 bis 1964 im Verlag Wehr und Wissen in Darmstadt.
Erstmals erschien Truppenpraxis 1956, im Jahr nach der Gründung der Bundeswehr. Die letzte Ausgabe erschien 1994; dann wurde die Zeitschrift mit der Zeitschrift Wehrausbildung – die Zeitschrift für den Unteroffizier zusammengelegt und erschien von 1995 bis 2000 unter dem Namen Truppenpraxis, Wehrausbildung: Zeitschrift für Führung, Ausbildung und Erziehung.
Die Zeitschrift enthielt vom August 1957 bis Dezember 1964 die monatliche Beilage Wehrmedizinische Mitteilungen, welche von der Inspektion des Sanitäts- und Gesundheitswesens im BMVg und dem Wehrmedizinalamt herausgegeben wurde. Ihr folgte 1965 als eigenständige Zeitschrift die Wehrmedizinische Monatsschrift.